# Cnaeus Pompeius Longinus

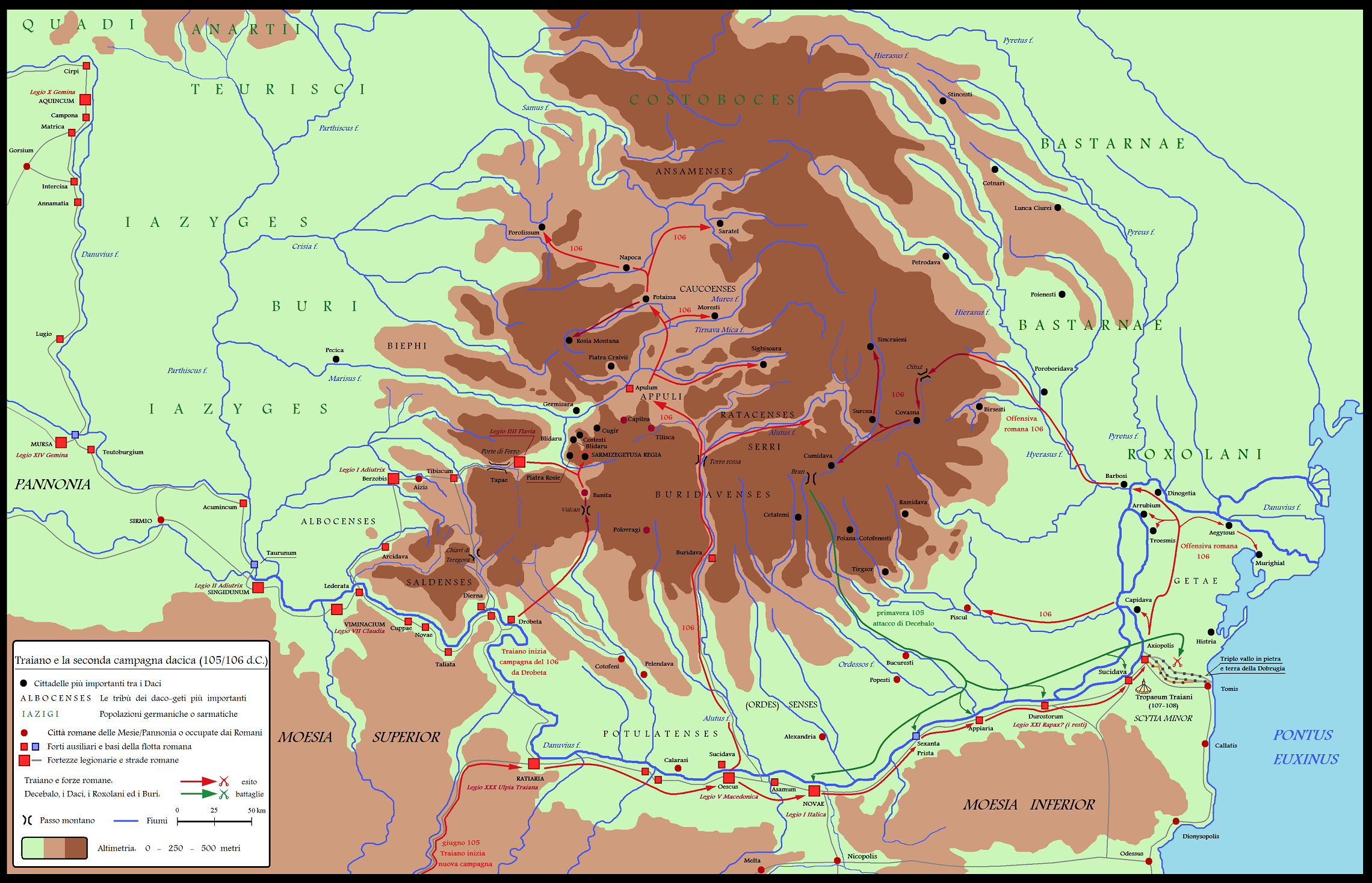
La Dacie durant la seconde expédition dacique de Trajan en 105/106 apr. J.-C.

Cnaeus Pompeius Longinus (nom complet Cnaeus Pinarius Aemilius Cicatricula Pompeius Longinus) est un homme politique romain qui a été consul (90) et gouverneur de plusieurs provinces romaines. Il a notamment été légat romain de la province de Judée de 86 à 90. Il est né vers 50 et mort en 105 par suicide en Dacie romaine.
Comme gouverneur de Judée, il est précédé par Salvidenus (80–85).

## Éléments de biographie
Son père biologique s'appelait Pompée Longin et a servi comme Tribun militaire en 69, son père adoptif a été consul en 79 ou 80. Il est légat romain de la province de Judée de 86 à 90. Cnaeus Pompeius Longinus est mentionné dans un brevet militaire délivré par Domitien en date du 13 mai 86, ce qui permet de savoir qu'il exerçait la fonction de gouverneur de Judée à cette date. Longinus est mentionné dans trois diplômes militaires romains.
Il devient Consul suffect en octobre 90. Il est ensuite Légat de Mésie de 93 à 96 puis en Pannonie inférieure en 97/98. En 104, au cours de la seconde campagne de Trajan contre les Daces, il est trompé par Décébale qui le fait prisonnier. Il se suicide l'année suivante (105).